# Katharine Lee Bates
Pour les articles homonymes, voir Lee et Bates.
Katharine Lee Bates (12 août 1859 - 28 mars 1929) est une écrivaine, poétesse, professeure et militante américaine. Même si elle est une autrice renommée au cours de sa vie, aujourd'hui, elle est avant tout connue comme l'autrice des paroles de l'hymne America the Beautiful. Pendant 25 ans, elle vit avec sa compagne Katharine Coman.

## Biographie

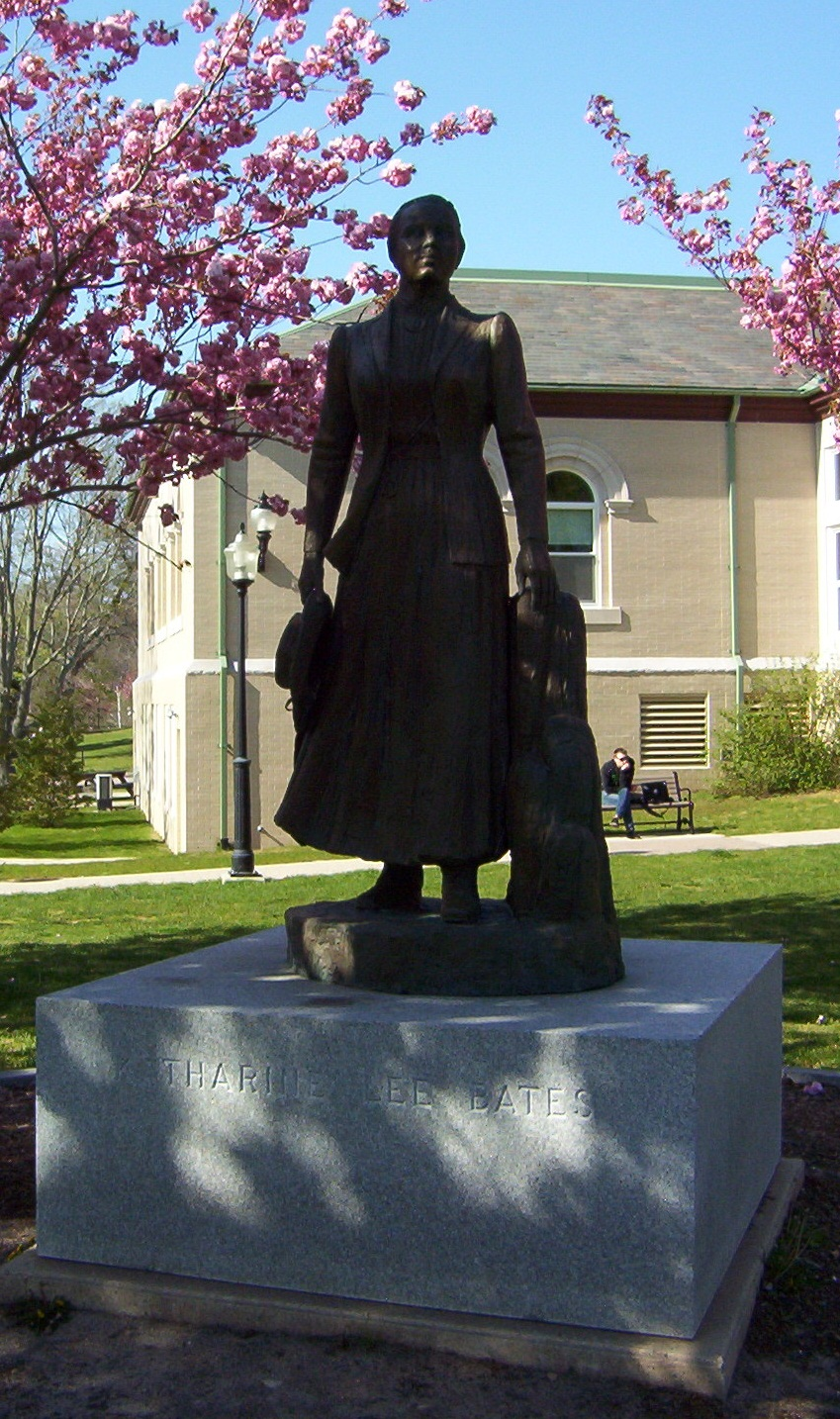
Statue de Katharine Lee Bates à la bibliothèque publique de Falmouth, dans le Massachusetts.

Katharine Lee Bates est née à Falmouth, dans le Massachusetts, aux États-Unis, fille du pasteur congrégationaliste William Bates et de Cornelia Frances Lee. Son père meurt quelques semaines après sa naissance et elle est principalement élevée par sa mère et une tante, toutes deux diplômées du Mount Holyoke College, réservé aux femmes,. Elle obtient son diplôme de la Needham High School en 1872, puis du Newton High School en 1875 et est diplômée de Wellesley College en 1880. Wellesley College est un collège universitaire pour femmes et Bates y entre en 1876, moins de six ans après sa création. Elle enseigne ensuite à la Natick High School (en) de 1880 à 1881, puis à la Dana Hall School (en) à Wellesley de 1885 à 1889. Profitant des nouvelles possibilités d’éducation offertes aux femmes après la guerre de Sécession et utilisant l’argent du prix gagné pour son roman pour jeunes adultes, elle part pour l'Université d’Oxford pour un an en 1890. Bates revient ensuite à Wellesley en tant qu'instructrice, puis professeure associée en 1893. Elle obtient également une maîtrise et devient professeure titulaire de littérature anglaise.
Bates contribue à la fondation du nouveau domaine d'étude sur la littérature américaine en créant un nouveau parcours universitaire et en rédigeant l'un des premiers manuels de littérature américaine. Ponder, l'un de ses biographes, attribue à Bates le mérite « d'ouvrir la voie aux cours de littérature américaine actuels ».
Alors qu’elle travaille à Wellesley, elle est élue membre de la toute nouvelle société d’honneur des sciences sociales, la Pi Gamma Mu (en), en raison de son intérêt pour l’histoire et la politique. Elle prend officiellement sa retraite de Wellesley en 1925 à l'âge de 66 ans:274. Après sa retraite, Bates continue d'écrire et de publier de la poésie et est très demandée comme écrivaine et conférencière:274.
Bates est une autrice prolifique de nombreux volumes de poésie, de livres de voyages, d'essais, de livres pour enfants et de livres pour jeunes adultes,. Son premier ouvrage, American Literature, est toujours édité aujourd'hui. Son roman primé, Rose and Thorn, écrit pour de jeunes adultes, incorpore des femmes pauvres et de la classe ouvrière en tant que personnages pour enseigner aux lecteurs la réforme sociale,. Elle popularise aussi le concept de la Mère Noël dans son poème Goody Santa Claus on a Sleigh Ride extrait du recueil Sunshine and other Verses for Children (1889). La Mère Noël est l'organisatrice en chef de la veille de Noël. Vers la fin de la guerre entre l'Espagne et l'Amérique, elle est correspondante de guerre pour The New York Times et travaille à la réduction des stéréotypes négatifs contemporains sur les Espagnols. Elle contribue régulièrement à des périodiques, parfois sous le pseudonyme de James Lincoln, dont Atlantic Monthly, The Congregationalist, Boston Evening Transcript , Christian Century, Contemporary Verse, Lippincott's et Delineator. À Wellesley, on lui attribue le mentorat de dizaines de jeunes poétesses. Au cours de sa vie, elle est considérée comme « une enseignante estimée, une poétesse prolifique et une autrice largement publiée »:60–62.
En plus d'être une professeure, une mentor et une écrivaine populaire, Bates est une militante sociale intéressée par les luttes des femmes, des travailleurs, des personnes de couleur, des résidents, des immigrés et des pauvres,. En 1892, elle co-fonde Denison House, une maison d'établissement pour femmes universitaires, avec d'autres amies et collègues de Boston:110 et elle écrit beaucoup sur le besoin de réforme sociale. Bates était une ardente défenseure du mouvement pacifiste mondial issu de la Première Guerre mondiale et a été particulièrement active dans les tentatives de création de la Société des Nations,. Républicaine active tout au long de sa vie, Bates rompt avec le parti pour soutenir le candidat démocrate à la présidence, John W. Davis, en 1924, en raison de l'opposition républicaine à la participation américaine à la Société des Nations. Elle déclare : « Bien que née et élevée dans le camp républicain, je ne peux pas supporter leur trahison envers M. Wilson et leur rejet de la Société des Nations, notre seul espoir de paix sur la Terre ». Se considérant comme une « citoyenne du monde », Bates critique la politique américaine d'isolationnisme:262.
Dans la biographie écrite par Melinda M. Ponder, Bates est décrite comme une militante sociale à l'esprit libre qui montre l'exemple de l'intellectualisme et de l'indépendance des femmes à la fin du XIXe siècle. Bates est courtisée par plusieurs jeunes hommes à l'âge de 20 ou 30 ans, mais elle ne s'est jamais mariée. Ponder utilise les journaux intimes et les lettres de Bates pour démontrer que Bates est probablement amoureuse de deux de ces hommes : Oscar William Morris, qu'elle rencontre à Oxford, et Theophilus Huntington Root, le frère de l'une de ses camarades de classe de Wellesley. Lillian Faderman conteste cette interprétation des journaux intimes de Bates, affirmant que Bates préfère les femmes depuis son enfance:192. Ce qui est bien documenté en revanche est le fait que Bates vit et voyage avec sa compagne de longue date, Katharine Coman, pendant 25 ans,,. En 1910, lorsqu'un collègue décrit les « célibataires » comme une « frange sur le vêtement de la vie », Bates répond : « J'ai toujours pensé que la frange était la meilleure partie. Je ne pense pas que cela m'importe de ne pas être tissée. ». À l'époque, 43 % des diplômées de Wellesley College ne se marient jamais:190.
Bates meurt à Wellesley le 28 septembre 1929, dans la même pièce où est morte sa compagne en 1915. Elle meurt en écoutant un ami lui lire de la poésie. Elle est enterrée dans le cimetière d'Oak Grove de Falmouth. La plupart de ses papiers sont conservés aux archives de Wellesley College et comprennent des « journaux intimes, sa correspondance, des partitions musicales, des publications, des albums de coupures de journaux, des manuscrits, des rapports, ses mémoires et des hommages, des souvenirs concernant America the Beautiful et d'autres écrits de Katharine Lee Bates, ses voyages et sa vie à Wellesley, Falmouth, Mass. »:1.

## Relation avec Katharine Coman

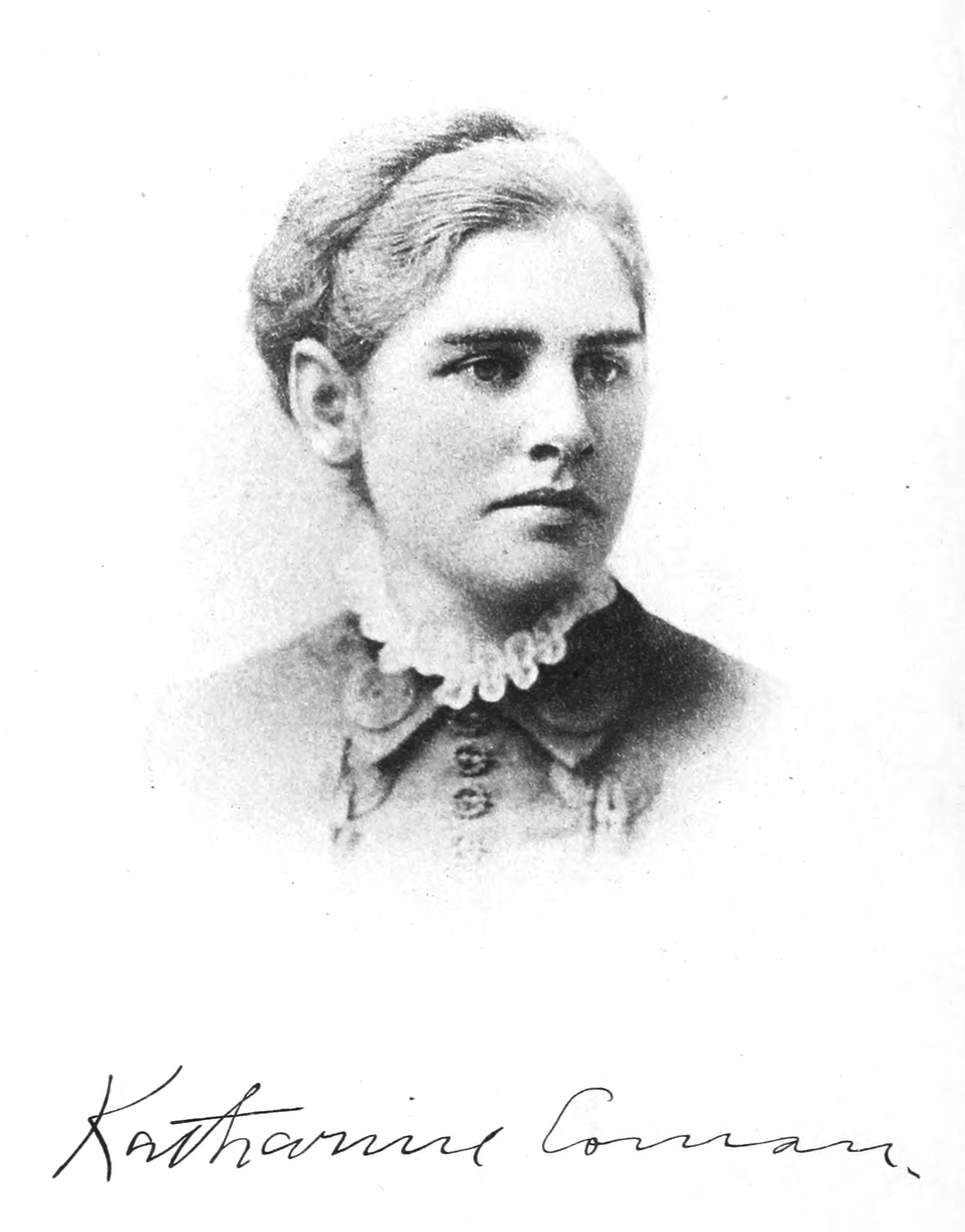
Katharine Coman.

Bates vit à Wellesley avec sa compagne de longue date, Katharine Coman dans une maison qu'elles ont construite et baptisée « Le scarabée », en souvenir d'un voyage effectué ensemble en Égypte:63. Coman est également professeure au Wellesley College. Les historiens D'Emilio et Freedman documentent que les femmes instruites de la classe moyenne non mariées à l'époque établissent généralement de tels liens de couple et sont « passionnément attachées l'une à l'autre et engagées ensemble toute leur vie »:191. L’historienne Lillian Faderman évoque également les amitiés romantiques entre femmes, et cite plus précisément Bates et Coman parmi les nombreuses femmes universitaires qui ont noué des liens étroits:450. Appelés mariage de Boston à la fin des années 1800, ces relations sont caractérisées par « une relation monogame à long terme entre deux femmes par ailleurs non mariées »:190. Ces relations peuvent avoir ou non eu une composante sexuelle:192,:190. Faderman explique qu'il y a tellement de couples de femmes parmi les professeures de Wellesley que les relations sont souvent appelées "mariages Wellesley":192. Faderman note également qu'à la fin du XIXe siècle, sur les 53 membres féminins du corps professoral de Wellesley, une seule d'entre elles est conventionnellement mariée à un homme:192.
Coman est professeure d'histoire et d'économie politique et aussi fondatrice du département d'économie du Wellesley College. Au cours de sa vie, Coman est presque aussi connue que Bates:61. Coman et Bates se rencontrent à Wellesley en 1890, lorsque la présidente de Wellesley College, Alice Freeman Palmer, décide d’engager de nombreuses nouvelles enseignantes pour enseigner et travailler dans l'université. Le couple vit et voyage ensemble pendant vingt-cinq ans jusqu'à la mort d'un cancer du sein de Coman en 1915. Dans les jours qui suivent la mort de Coman, Bates écrit un mémorial en son honneur, qui sera le premier récit américain sur le cancer du sein. Bates a l'intention de faire circuler le manuscrit dans son cercle d'amis et de proches en écrivant sur la page de titre: « Pour la famille et le cercle d'amis le plus intime de Katharine Coman : ni pour l'impression, ni pour la circulation générale »:63,.
En 1922, Bates publie Yellow Clover: A Book of Remembrance, un recueil de poèmes écrits « pour ou à propos de mon amie » Katharine Coman, dont certains avaient déjà été publiés de son vivant.
Dans son article de 1979, Schwarz décrit le couple comme un couple intime lesbien, citant à titre d'exemple la lettre de Bates à Coman datée de 1891 : « Il ne m'a jamais été possible de quitter Wellesley [pour de bon], car l'amour me gardait accrochée, et cela me semblait impossible alors que je venais de trouver le chemin désiré depuis si longtemps vers votre cœur... Bien sûr, je veux être avec vous, tout comme je veux aller au paradis. ». Faderman affirme également que la relation entre Bates et Coman est un « arrangement lesbien », les incluant parmi les autres professeures femmes de Wellesley qui se sont jumelées:196. D'autres spécialistes contestent l'utilisation du terme lesbienne pour décrire ce que l'on appelait à l'époque un mariage de Boston. L'un d'entre eux écrit : « Nous ne pouvons pas dire avec certitude quelles connotations sexuelles ont véhiculé ces relations. Nous savons que ces relations étaient profondément intellectuelles ; elles ont favorisé les expressions verbales et physiques de l'amour ».
À un moment donné, Bates détruit la majorité des lettres qu'elles se sont écrites:104. L’une des rares lettres survivantes est écrite par Bates à Coman en 1893, juste avant de quitter Oxford pour retourner à Wellesley : « Vous êtes toujours dans mon cœur et dans mes aspirations... C'est vivre loin de vous qui m'a, dans un premier temps, brisé le cœur à la perspective de laisser Wellesley... et il me le semblait encore moins possible quand je venais de trouver le chemin longuement désiré de votre cœur »:104. Un autre problème est que Dorothy Burgess, la nièce de Bates et l'autrice d'une biographie sur Bates datant de 1952, « a expurgé son approche de la relation entre Bates et Coman dans [son livre] Dream and Deed », notamment en supprimant certains mots et phrases et en ajoutant d'autres:383–84.

## America the Beautiful

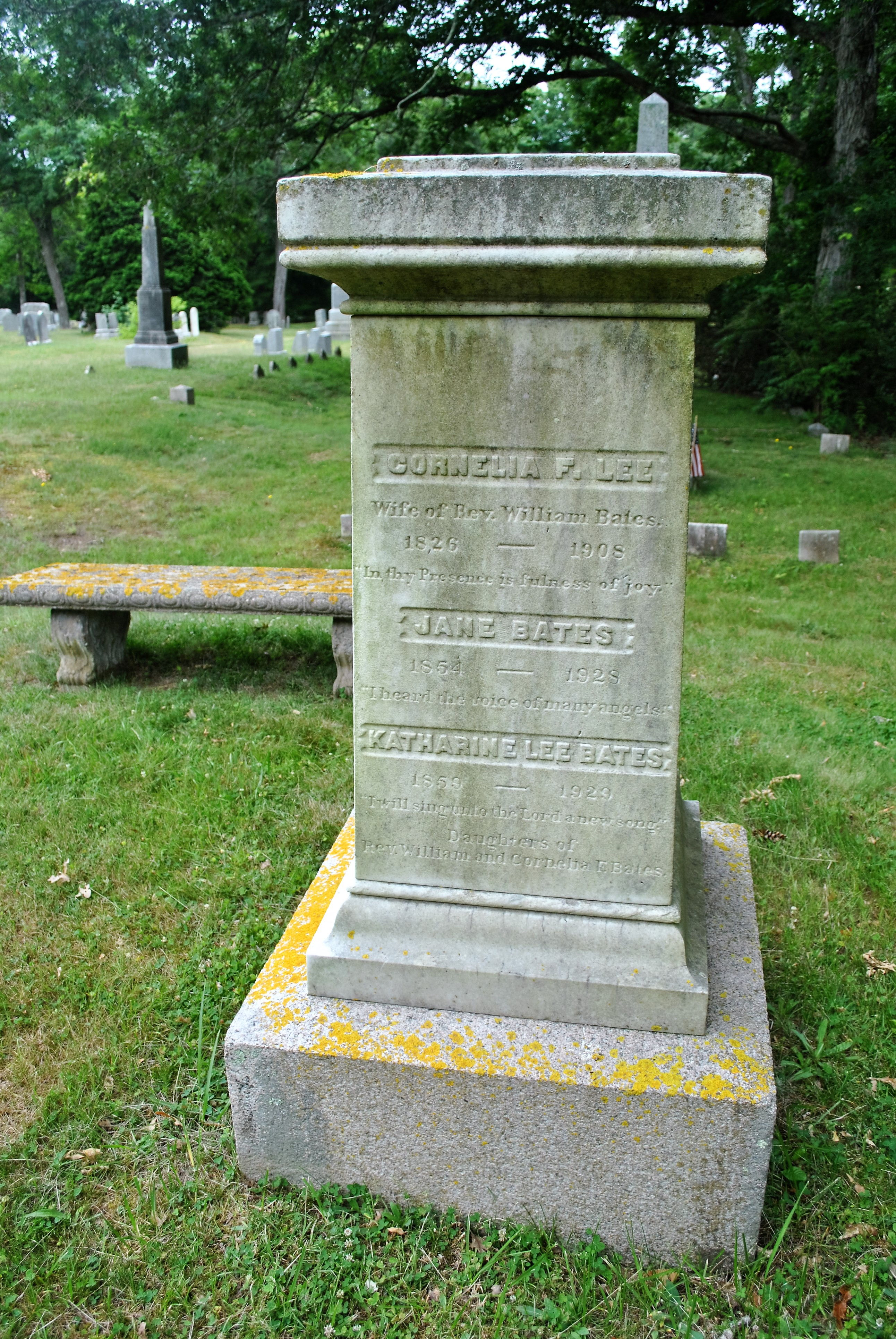
Ancienne pierre tombale de la famille Bates à Falmouth, Massachusetts.

Le premier brouillon de America the Beautiful est rédigé à la hâte dans un cahier de notes pendant l'été 1893, alors que Bates enseigne l'anglais au Colorado College de Colorado Springs, au Colorado. Plus tard, elle se souvient :

« Un jour, certains autres enseignants et moi avons décidé de nous rendre à Pikes Peak, à une altitude de 14 000 pieds. Nous avons embauché un wagon des Prairies. Près du sommet, nous avons dû quitter le chariot et faire le reste du chemin en mulets.  J'étais très fatiguée. Mais quand j'ai vu la vue, j'ai ressenti une grande joie. Toutes les merveilles de l'Amérique semblaient affichées ici, avec une étendue semblable à la mer. »

Ponder explique comment Bates, personnellement victime de préjugés et de discriminations sexistes, est témoin des ravages de la révolution industrielle en Amérique et en Grande-Bretagne ainsi que de la pauvreté et de la misère urbaine, et souhaite ardemment l'égalité. Ponder prétend que c'est ce désir d'une « fraternité » américaine inclusive qui lui inspire le poème, écrit pendant la grave dépression économique de 1893. Les mots de son célèbre poème sont publiés pour la première fois dans l’hebdomadaire The Congregationalist, à l’occasion du Jour de l’indépendance en 1895. Le poème atteint un public plus large lorsque sa version révisée est imprimée dans le Boston Evening Transcript (en) du 19 novembre 1904. Sa version finale élargie est écrite en 1913. Lorsqu’une version paraît dans son recueil America the Beautiful, and Other Poems (1912), un critique du quotidien The New York Times écrit : « Nous ne sous-estimons pas le talent Mademoiselle Katharine Lee Bates lorsque nous affirmons qu’elle est une bonne poète mineure ». Le 11 novembre 1918, la 26e division d'infanterie de l'armée américaine chante America the Beautiful en entendant l'annonce de l'Armistice:xvii.
L'hymne est chanté sur plusieurs airs, mais le plus connu est celui de Samuel A. Ward (en) (1847-1903), écrit pour son hymne Materna (1882).

## Hommages

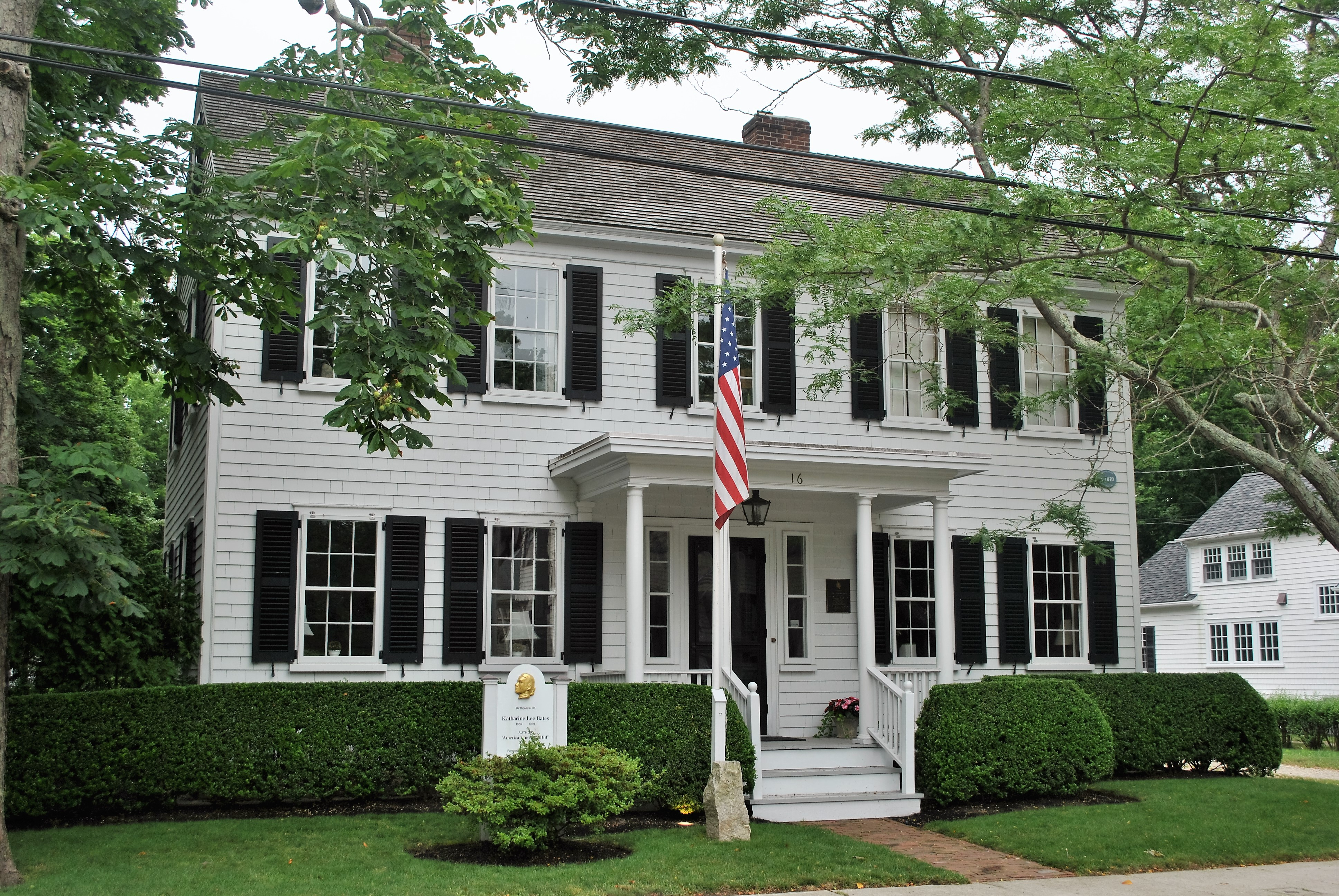
La maison de Katherine Lee Bates à Falmouth, Massachusetts.

La maison de la famille Bates, située dans la rue principale de Falmouth, est préservée par la Falmouth Historical Society. Il y a aussi une rue nommée en son honneur, la Katharine Lee Bates Road à Falmouth. Le Shining Sea Bike Trail, nommé en son honneur, s'étend sur 11 km de North Falmouth à Woods Hole, en passant à un pâté de maisons du domicile des Bates. Une plaque marque l'emplacement de la maison où elle vécut en tant qu'adulte sur Center Street à Newton, dans le Massachusetts. La maison historique et le lieu de naissance de Bates à Falmouth sont vendus à Ruth P. Clark en novembre 2013 pour 1 200 000 $.
Il existe également une école primaire Katharine Lee Bates sur Elmwood Road à Wellesley et une à Colorado Springs et une résidence universitaire de Wellesley College pour son nom. La chaire universitaire Katharine Lee Bates est créée à Wellesley peu de temps après sa mort.
Bates est admise au Songwriters Hall of Fame en 1970.
Les manuscrits de Bates sont conservés à la bibliothèque Schlesinger, au Radcliffe College, à la société historique de Falmouth, à la Houghton Library, à l'université Harvard et aux archives de Wellesley College.
En 2012, elle est désignée par l'Equality Forum comme l'une de leurs 31 icônes du Mois de l'histoire LGBT (en) 2015.

## Œuvres

### Autrice
- The College Beautiful and Other Poems, Houghton (Cambridge, Massachusetts), 1887.
- Rose and Thorn, Congregational Sunday-School & Publishing Society (Boston, MA), 1889.
- Hermit Island, Lothrop (Boston, MA), 1890.
- Sunshine, and Other Verses for Children, Wellesley Alumnae (Boston, MA), 1890.
- The English Religious Drama, Macmillan (New York, NY), 1893.
- American Literature, Chautauqua Press (New York, NY), 1897.
- Spanish Highways and Byways, Macmillan (New York, NY), 1900.
- (sous le pseudonyme de James Lincoln) Relishes of Rhyme, Richard G. Badger (Boston, MA), 1903.
- From Gretna Green to Land's End: A Literary Journey in England, photographies de Katharine Coman, Crowell (New York, NY), 1907.
- The Story of Chaucer's Canterbury Pilgrims, Rand, McNally (Chicago, IL), 1909.
- America the Beautiful, and Other Poems, Crowell (New York, NY), 1911.
- In Sunny Spain with Pilarica and Rafael, Dutton (New York, NY), 1913.
- Chaucer's Canterbury Pilgrims, Retold, illustré par Angus MacDonall, planches en couleurs par Milo Winter, Rand, McNally (Chicago, IL), 1914.
- Fairy Gold , Dutton, (New York, NY), 1916.
- The Retinue, and Other Poems , Dutton (New York, NY), 1918.
- Sigurd Our Golden Collie, and Other Comrades of the Road, Dutton (New York, NY), 1919.
- Yellow Clover, A Book of Remembrance, Dutton (New York, NY), 1922.
- Little Robin Stay-Behind, and Other Plays in Verse for Children, Woman's Press (New York, NY), 1923.
- The Pilgrim Ship, Woman's Press (New York, NY), 1926.
- America the Dream, Crowell (New York, NY), 1930.
- An Autobiography, in Brief, of Katharine Lee Bates, Enterprise Press (Falmouth, MA), 1930.
- Selected Poems of Katharine Lee Bates, édité par Marion Pelton Guild, Houghton Mifflin (Boston, MA), 1930.

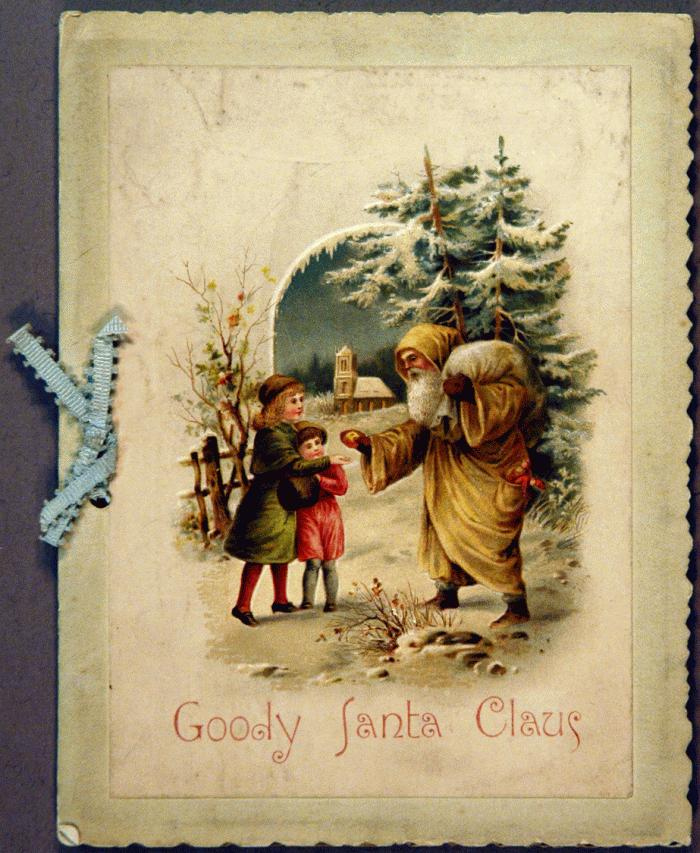
Couverture d'une vieille édition de Goody Santa Claus.

### Recueils de textes
- Browning Studies: Bibliography , Robinson (Boston, MA), 1896.
- English Drama: A Working Basis, Robinson (Boston, MA), 1896.
- English History Told by English Poets, Macmillan (New York, NY), 1902.

### Contributrice
- Historic Towns of New England, édité par Lyman P. Powell, Putnam (New York, NY), 1898.

### Éditrice
- The Wedding Day Book, Lothrop (Boston, MA), 1882, publié sous le titre The Wedding-Day Book, with the Congratulations of the Poets Lothrop (Boston, MA), 1895.
- The Rime of the Ancient Mariner|Ancient Mariner, Leach, Shewell et Sanborn (Boston, MA), 1889.
- Ballad Book, Leach, Shewell et Sanborn (Boston, MA), 1890.
- Shakespeare's Comedy of The Merchant of Venice, Leach, Shewell et Sanborn (Boston, MA), 1894.
- Shakespeare's Comedy of A Midsummer Night's Dream, Leach, Shewell & Sanborn (Boston, MA), 1895.
- Shakespeare's Comedy of As You Like It, Leach, Shewell & Sanborn (Boston, MA), 1896.
- Stories from the Chap-Book, Stone (Chicago, IL), 1896.
- Keats's The Eve of St. Agnes, and Other Poems, Silver, Burdett, (New York, NY), 1902.
- The Works of Nathaniel Hawthorne, quatorze volumes, Crowell (New York, NY), 1902.
- Hamilton Wright Mabie, Norse Stories Retold from the Eddas, Rand, McNally, Chicago, 1902.
- The Poems of Alice and Phoebe Cary , Crowell (New York, NY), 1903.
- John Ruskin, The King of the Golden River (en); or, the Black Brothers: A Legend of Stiria , illustré par John C. Johansen, Rand, McNally (Chicago, IL), 1903.
- Tennyson's The Princess, American Book Co. (New York, NY), 1904.
- Tennyson's Gareth and Lynette, Lancelot and Elaine, The Passing of Arthur, Sibley (Boston, MA), 1905.
- The New Irish Drama, Drama League of America (Chicago, IL), 1911.
- Thomas Heywood, A Woman Killed with Kindness, and the Faire Maide of the West , Heath (Boston, MA), 1917.
- Once Upon a Time; A Book of Old-Time Fairy Tales, illustré par Margaret Evans Price, Rand, McNally (Chicago, IL), 1921.
- Tom Thumb and Other Old-Time Fairy Tales, illustrés par Price, Rand, McNally (Chicago, IL), 1926.
- Jack the Giant-Killer, Rand, McNally (Chicago, IL), 1937.
- Jack and the Beanstalk; also Toads and Diamonds, Rand, McNally (Chicago, IL), 1937.

### Introduction
- Nathaniel Hawthorne, Our Old Home: A Series of English Sketches, Crowell (New York, NY), 1906.
- Helen Sanborn, Anne of Brittany, Lothrop, Lee et Shepard (Boston, MA), 1917.
- Helen Corke, The World's Family, Oxford University Press (New York, NY), 1930.

### Traductrice
- Gustavo Adolfo Becquer, Romantic Legends of Spain , Crowell (New York). Avec Cornelia Frances Bates.